# Remastersys
 (mars 2014).
Si vous disposez d'ouvrages ou d'articles de référence ou si vous connaissez des sites web de qualité traitant du thème abordé ici, merci de compléter l'article en donnant les références utiles à sa vérifiabilité et en les liant à la section « Notes et références ».

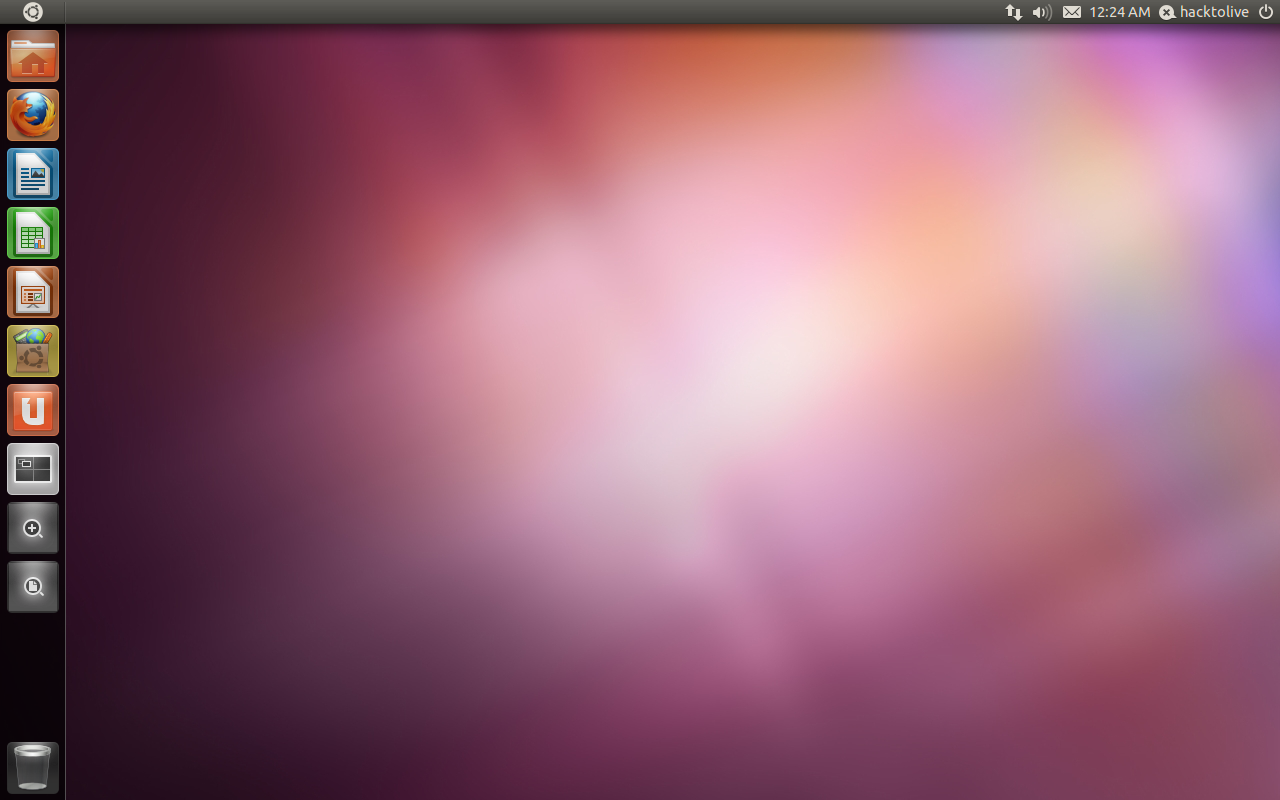
Super OS est réalisé avec remastersys

Remastersys est un logiciel libre et open source.
Il permet la sauvegarde complète d'un système Linux axé sur la distribution Debian et ses dérivées, telle Ubuntu sous la forme d'un Live CD/DVD bootable ; il offre ainsi la possibilité d'intégrer les applications favorites et les données personnelles de l'utilisateur, et de réinstaller le système à partir du live CD obtenu. En plus d'Ubuntu, Remastersys fonctionne aussi sur ses nombreuses variantes : Edubuntu, Emmabuntüs, Kubuntu, Xubuntu ou Linux Mint, par exemple…

## Histoire
À l'origine, l'auteur a créé cet outil « parce qu'il désirait sauvegarder facilement son système Ubuntu et proposer une installation redistribuable à son goût ».
Remastersys s'inspire des logiciels mklivecd et remasterme que Mandriva et PCLinuxOS utilisent respectivement. En raison des particularités liées à ces distributions, les scripts ont été réécrits en intégralité afin de les rendre compatibles avec casper et Ubiquity.

## Utilisation
Pour la simplification, les informations sont données pour la distribution Ubuntu, mais peuvent être utilisées indifféremment avec Debian et consorts. Il est à noter que sur Debian, la commande sudo n'est pas installée par défaut, et donc, si vous préférez utiliser cette commande, il vous faudra l'installer au préalable.
La création du live CD/DVD est simple, mais nécessite toutefois l'installation d'Ubuntu. Une fois le système installé et l'environnement personnalisé (les programmes configurés, les éventuelles mises à jour et la purge de l'historique et du cache effectuées, la personnalisation du répertoire skel, etc.), la procédure se déroule en trois étapes :
1. télécharger et installer la dernière version de Remastersys : « http://remastersys.klikit-linux.com/repository/remastersys/ »(Archive.org • Wikiwix • Archive.is • Google • Que faire ?),
2. exécuter le programme depuis un terminal en root ou via l'interface graphique (fermer toutes les applications actives),
3. choisir parmi les options « dist » (sauvegarde sans le /home) ou « backup » (sauvegarde complète) ; le choix aboutira à la création automatique d'une image .iso bootable ou live CD/DVD. Cette image .iso peut être gravée, mais également être décompressée sur une clé USB ; à ce sujet, vous consulterez utilement l'article qui traite la question des live USB : .

Remastersys peut s'exécuter en ligne de commande, mais dispose d'une interface graphique qui facilite sa prise en main. Le programme supporte officiellement la dernière version d'Ubuntu au nom de code Hardy Heron (8.04 LTS).

### Les principales commandes
1. sudo remastersys dist custom.iso (semblable à un live Ubuntu classique avec des logiciels en sus)
2. sudo remastersys backup custom.iso (sauvegarde qui inclut des applications et des données personnelles)
3. sudo remastersys clean (nettoie le répertoire /home/remastersys où l'ISO est créé)

## Problèmes connus
- Un live CD/DVD créé à partir d'un système intégrant les pilotes propriétaires ATI ou NVIDIA ne chargera pas ces pilotes lors de l'amorçage.
- L'exécution est problématique à partir d'un système wubi (en)  ; Remastersys semble entrer dans une boucle infinie lorsque vous tentez de créer l'image ISO. (en)